# Mudivaripalli, Srinivaspur
Mudivaripalli là một làng thuộc tehsil Srinivaspur, huyện Kolar, bang Karnataka, Ấn Độ.